# آمبوهیدانرانا
آمبوهیدانرانا (به لاتین: Ambohidanerana) یک منطقهٔ مسکونی در ماداگاسکار است که در ایتاسی واقع شده‌است. آمبوهیدانرانا ۱۰٬۷۸۶ نفر جمعیت دارد و ۱٬۴۱۷ متر بالاتر از سطح دریا واقع شده‌است.